# Kathedraal van Clermont-Ferrand

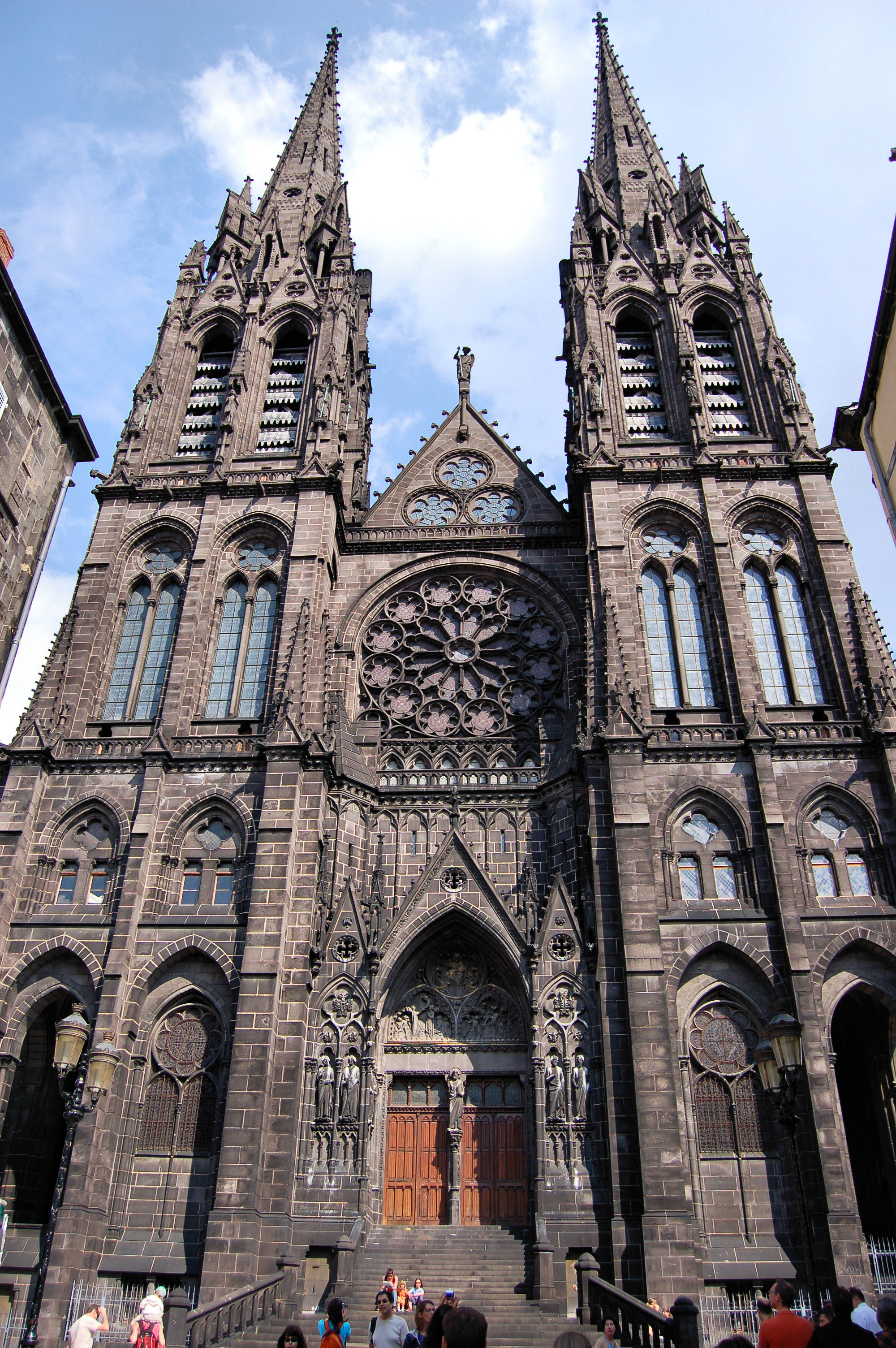
Westgevel

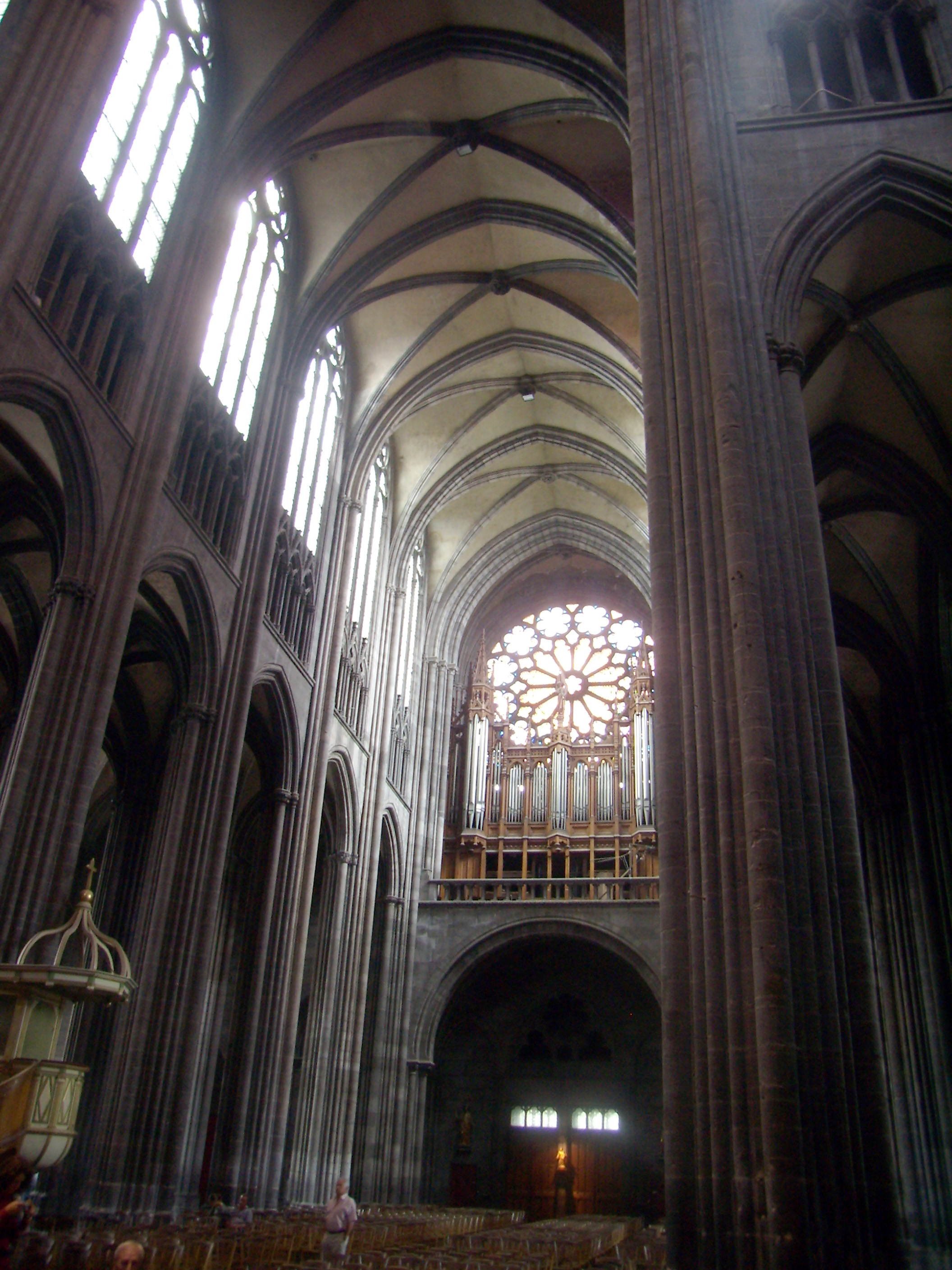
Interieur

De Kathedraal van Clermont-Ferrand, of de Kathedraal van Maria-Hemelvaart van Clermont-Ferrand (Frans: Cathédrale Notre-Dame-de-l'Assomption de Clermont-Ferrand), is een gotische kathedraal en sinds 1862 een Frans historisch monument in Clermont-Ferrand in de Auvergne. 

## Geschiedenis
In de 5e eeuw liet bisschop Namatius de fundamenten leggen voor de eerste kathedraal van de stad. De kerk was 43 meter lang, en was volgens een verslag van Gregorius van Tours gebouwd in basilicastijl. Het gebouw was versierd met marmer, had een schip met twee parallelle looppaden, een transept en 70 pilaren. Deze kerk werd in 760 verwoest door Pepijn de Korte die, na spijt te hebben gekregen, een groot geldbedrag aan bisschop Adebert gaf om de herbouw te betalen, die duurde van 764 tot 768. Deze tweede kerk werd in het jaar 915 verwoest door de Noormannen.
Bisschop Stefanus II liet een derde kathedraal naar Romaanse architectuur bouwen, die in het jaar 946 werd ingewijd. dit gebouw diende mogelijk als model voor veel kerken die in de Auvergne werden gebouwd. De huidige crypte dateert nog van deze 10e-eeuwse kerk, en bevat een sarcofaag uit de 4e eeuw van wit marmer.
In 1248 werd bisschop Hugues de la Tour geïnspireerd door een bezoek aan de Sainte-Chapelle in Parijs om te beginnen aan de bouw van een nieuwe kathedraal. Het originele aspect van het gebouw is het gebruikte materiaal: gesteente van het trachiet- en andesiet-type dat zorgt voor de donkere kleur en waarvan de sterkte de toepassing van ranke pilaren mogelijk maakt.
Jean Deschamps werd met de opdracht belast. Hij had daarvoor al gewerkt aan de kathedralen van Narbonne en Limoges. Geïnspireerd door de Kathedraal van Beauvais en die van Amiens, bracht hij originele plannen tot stand waarbij de vensters niet alle beschikbare ruimte tussen de dragende delen innamen en geen ondersteunende bogen hebben. De elliptisch geplaatste pilaren van de kooromgang laten toe dat het licht door de vensters van de apsis tot in het koor kan schijnen.
Deschamps werkte van 1248 tot 1287 aan het koor, waarin koning Lodewijk IX van Frankrijk zijn zoon Filips III van Frankrijk liet trouwen met Isabella van Aragon (1247-1271). De koning financierde een deel van de glas-in-loodramen die van dezelfde werkplaats schijnen te zijn als die van de Sainte-Chapelle. Het koor, transept en begin van het schip waren rond 1295 klaar.
Pierre Deschamps nam het werk aan het schip van zijn vader over tot aan 1325. Van 1325 tot 1340 werden de torens van het transept gebouwd door een onbekende bouwmeester. De hoogste is bekend als de "tour de la Bayette".
Van 1340 tot 1355 realiseerde Pierre de Cébazat drie traveeën van het schip waarmee het gebouw verenigd werd met de Romaanse torens van de kerk van Stefanus II. De troebelen van de Honderdjarige Oorlog verhinderden hem het werk af te maken.  

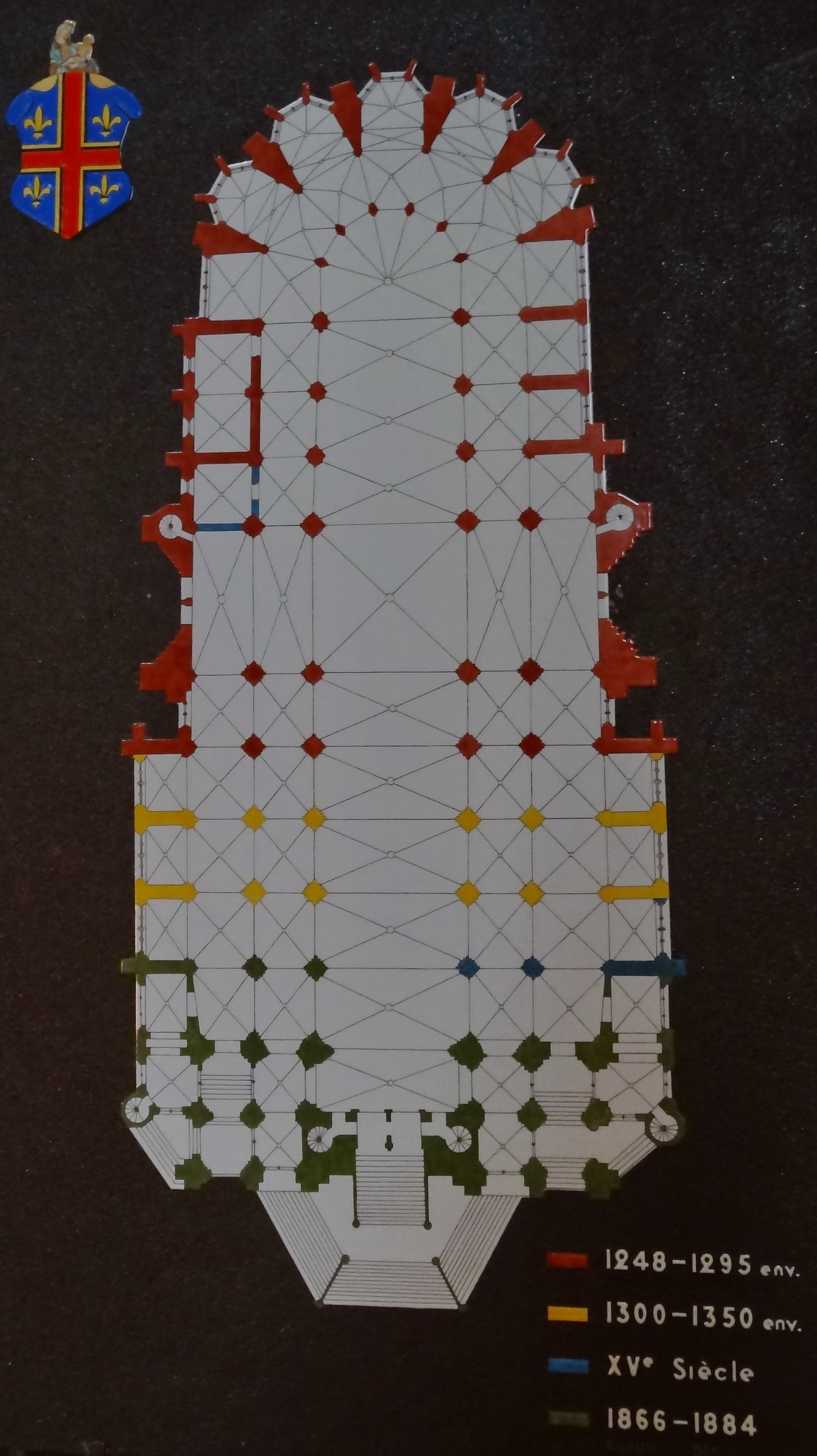
Bouwfasen

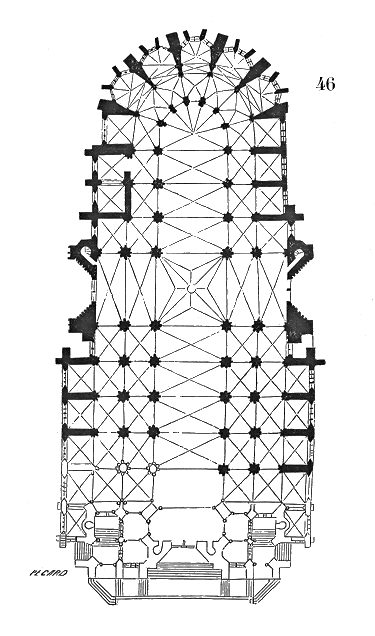
Plattegrond van de kathedraal

Het grotendeels blauwe roosvenster boven de noordelijke ingang en het oranje boven de zuidelijke ingang werden gemaakt in de 14e eeuw. Ze hebben een breedte van 8,5 meter. Tussen 1444 en 1474 werd een torenspits boven het koor geplaatst; deze werd 300 jaar later afgebroken. 
Tijdens de Franse Revolutie werden de doksaal, koorbanken, altaar, beelden en meubilair vernield, en drie torens van het transept neergehaald. De La Bayette bleef gespaard omdat deze de tijd aanduidde. De Romaanse gevel van de kathedraal van Stefanus werd in 1851 afgebroken. Het duurde nog tot 1866 voordat de bouw werd afgemaakt. Dit gebeurde naar de plannen van Viollet-le-Duc, door zijn leerling Anatole de Baudot. In 1884 werd de westelijke gevel, met de torenspitsen en het laatste deel van het schip uiteindelijk voltooid, met inachtneming van bouwmethoden uit de middeleeuwen. Een weinig opgemerkt detail is dat het hele gebouw is beschilderd met lijnen, om metselvoegen op de steenblokken te imiteren. De toegangstreden aan de rue des Gras werden aan het begin van de 20e eeuw aangelegd, waarvoor het geboortehuis van Blaise Pascal moest worden afgebroken.

##### Bayette-toren
De Bayette-toren, die de noordgevel flankeert, dankt zijn naam aan het uitkijkpunt (bayeur) dat er vroeger bovenop was geplaatst. Het wordt bekroond door een torentje, dat is versierd met een smeedijzeren constructie vervaardigd in zuidelijke stijl. Het is de enige overgebleven toren van vier vergelijkbare torens. Met een hoogte van 50 meter diende het als een klokkentoren voor de stad en was lange tijd voorzien van een klok: de eerste in 1407, de tweede in 1606 en vervolgens in 1823. De huidige klok, die dateert uit 1606, luidde de officiële uren voor de kanunniken van de kathedraal. De zwager van Blaise Pascal, raadslid Périer, zette hier de experimenten met atmosferische druk voort, die hij op de top van Puy-de-Dôme was begonnen.

##### Afmetingen
- Totale lengte: 92 m.
- Lengte van het koor: 36 m.
- Lengte van schip en transept: 28,7 m
- Breedte transept: 32,7 m
- Hoogte kruising: 28,7 m.
- Hoogte middenbeuk: 14,3 m.
- Hoogte Tour de la Bayette: 50,7 m
- Hoogte westelijke torens: 96,1 m.

## Glas-in-loodvensters
De kapellen tonen een prestigieuze collectie glas-in-loodramen uit de 13e eeuw, de mooiste van Frankrijk na de Sainte-Chapelle, Chartres en Bourges.
Deze glas-in-loodramen worden gevormd door vierkante of rechthoekige panelen die dienen als een raamwerk voor "medaillons" van verschillende vormen (rond, drielobbig, vierlobbig) waar scènes met personages worden weergegeven. De stijl ligt dichter bij de ateliers van Parijs dan bij die van Lyon, destijds het andere grote centrum van glas-in-loodkunst.
In een aantal van deze ramen vinden we patronen van gele lis (goud op een blauwe achtergrond, voor de koning) en torens van Castilië (goud op een rode achtergrond, voor zijn moeder, Blanche van Castilië) die kenmerkend zijn voor de glas-in-loodramen besteld door Lodewijk IX voor de Sainte-Chapelle: men kan dus denken dat ze rechtstreeks door de koning werden aangeboden, na zijn komst naar Clermont voor het huwelijk van zijn zoon, Filips III.
De St.-Annakapel heeft echter ongeveer vijftien oudere, romaanse medaillons, die overblijfselen moeten zijn van de vorige kathedraal. De ramen hadden te lijden van de tijd (slecht weer, verwijderen van de onderste medaillons om meer duidelijkheid te krijgen, onhandige restauraties ...), maar het geheel werd gerestaureerd en rond 1930 vervangen.

13e-eeuwse vensters
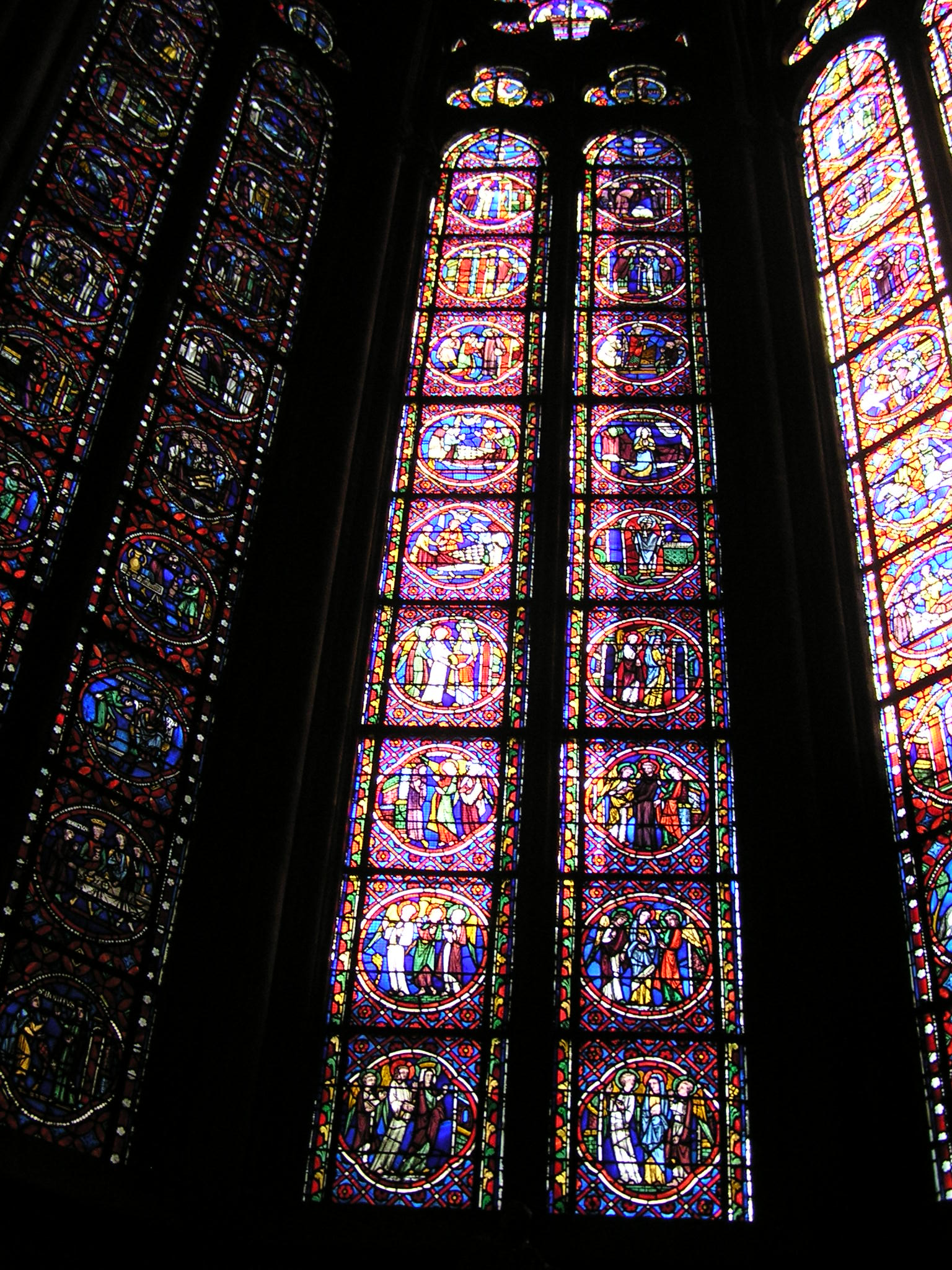
Vensters uit de jaren 1260-1280
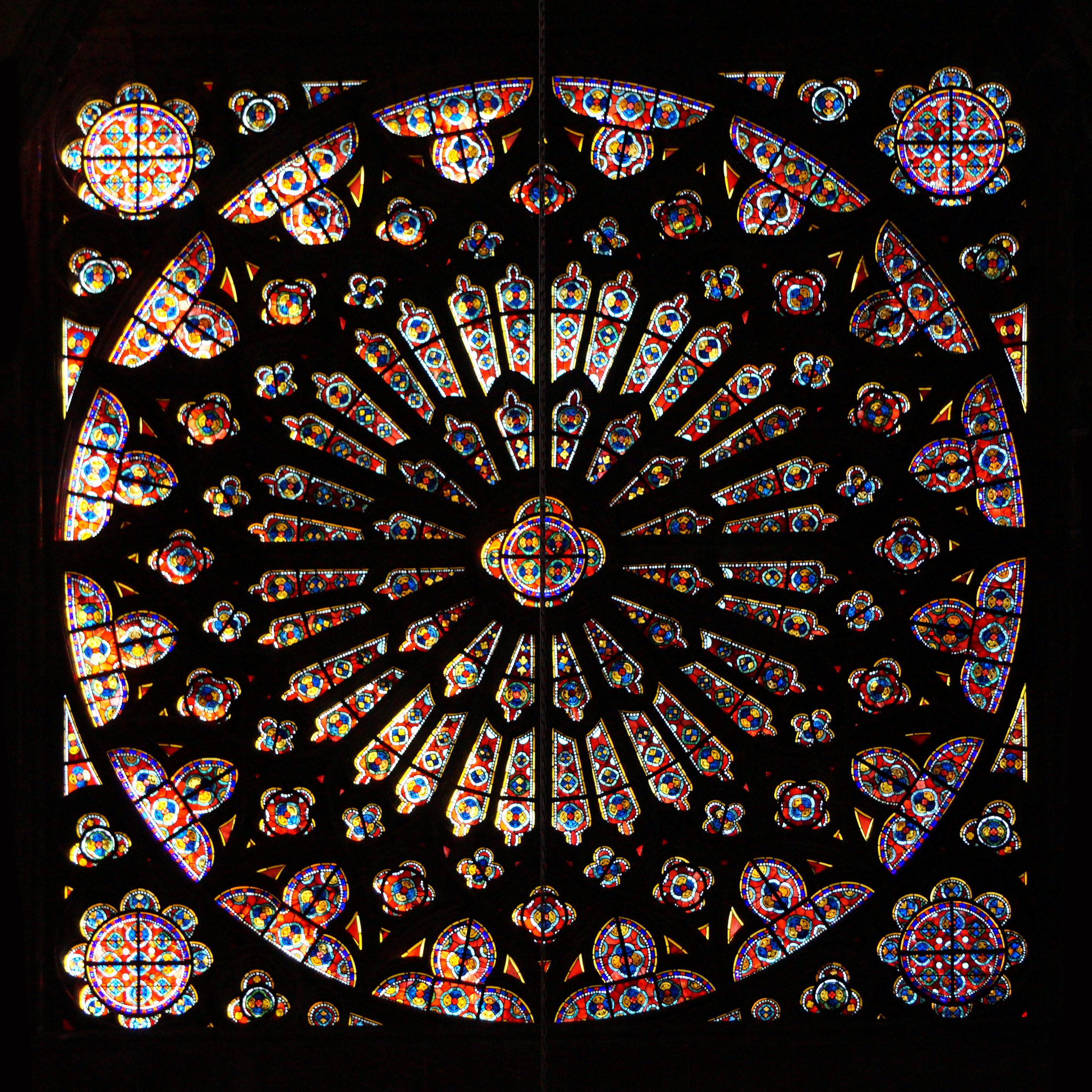
Roosvenster zuidzijde
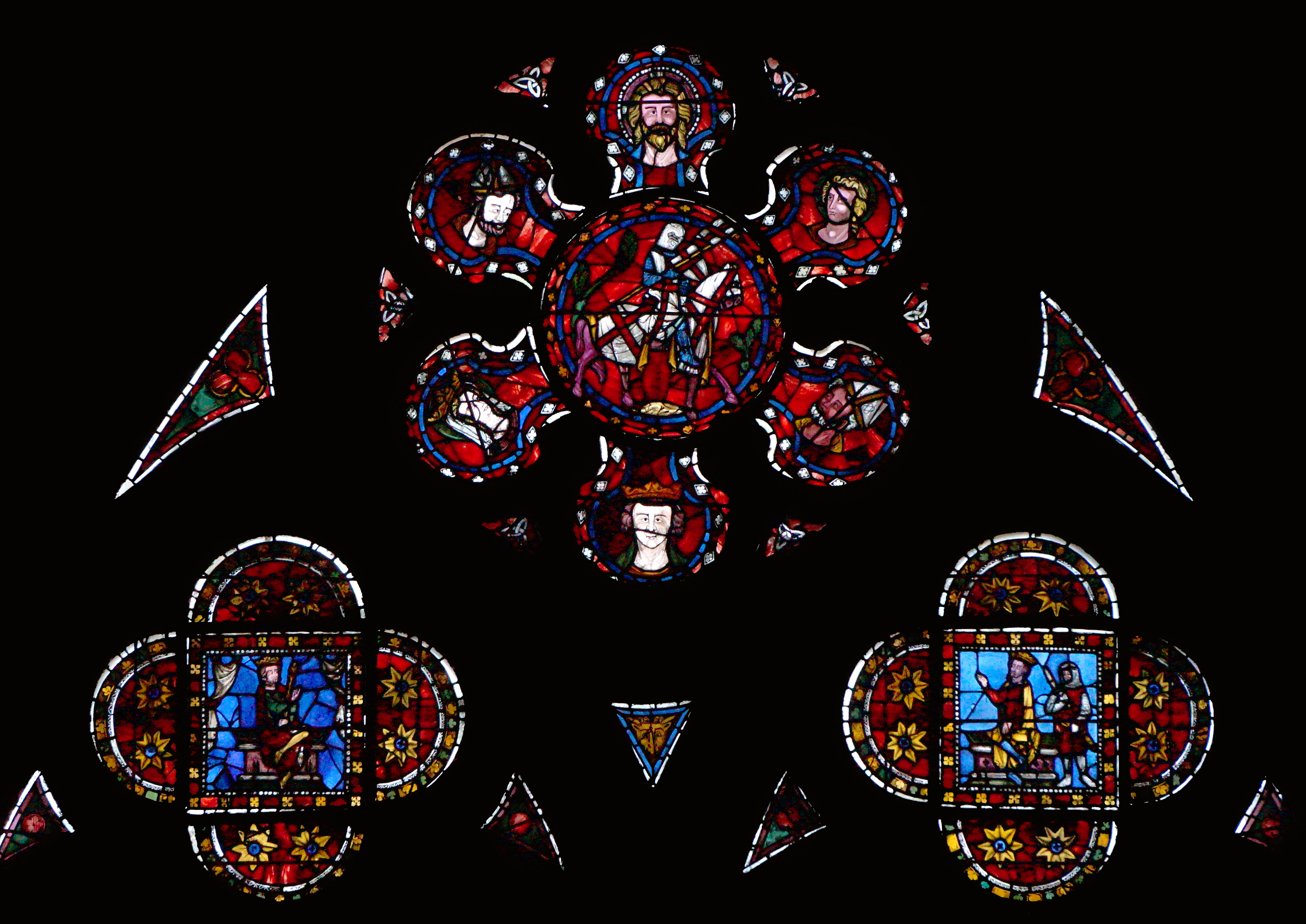
Venster in de Saint-George kapel
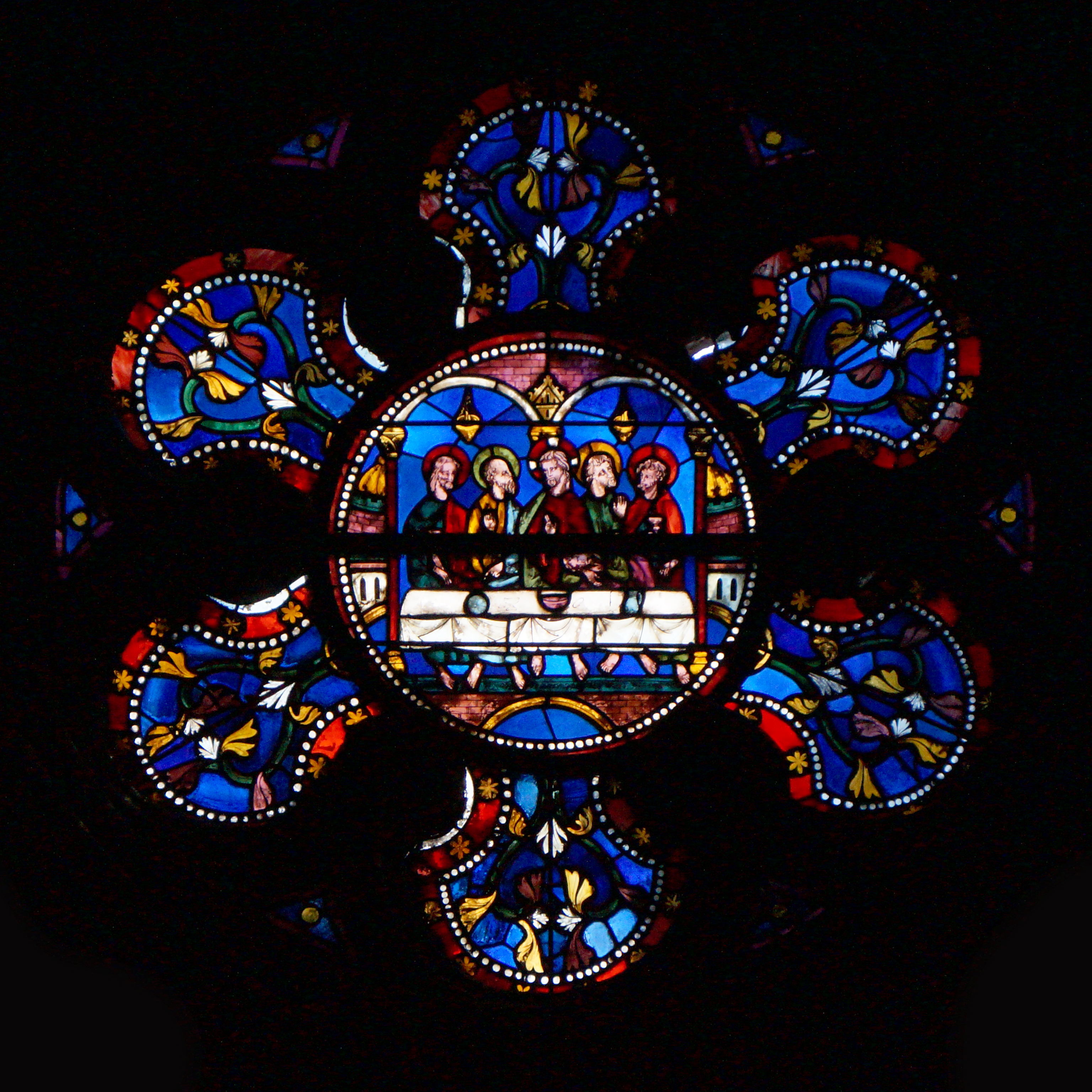
Détail venster in het koor

## Crypte

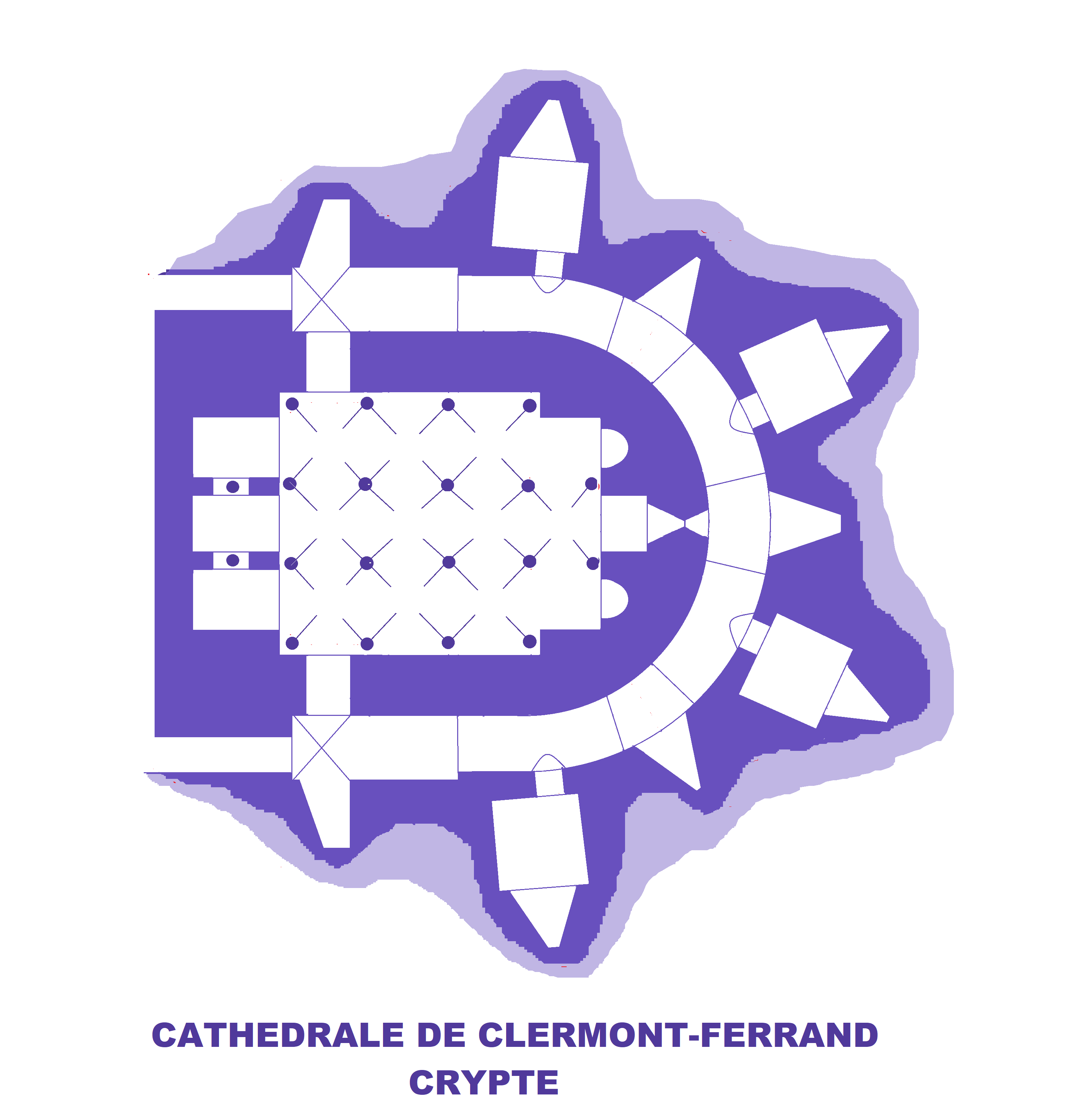
Kaart van de crypte

De crypte van de Romaanse kerk, die in 1885 werd ontdekt, is verminkt door de fundamenten van de gotische kathedraal en de druk van de gewelven.
De crypte is rond het jaar 1000 gebouwd; we weten uit een tekst van monnik Helgaud van de Abdij van Fleury dat het model stond voor de crypte van de Saint-Aignan-kerk in Orléans gebouwd door koning Robert de Vrome, en ingewijd in 1029.
Het centrum van de crypte is georganiseerd vanuit drie nissen met uitzicht op een vierkante kamer die bestaat uit drie beuken overdekt met bogen die op kolommen rusten. Deze ruimte gaat over in een kleiner koor. Dit koor omvat twee halfronde nissen en een vierkante met daarin het altaar.
De ruimte wordt omgeven door een smalle galerij met aan elke kant een toegang tot de centrale kamer en tot de kerk erboven. Langs de galerij bevinden zich vier kapellen, die in de 12e of aan het begin van de 13e eeuw dienst deden als begrafeniskapellen. Er staat een sarcofaag uit de 4e eeuw van wit marmer.

## Afbeeldingen

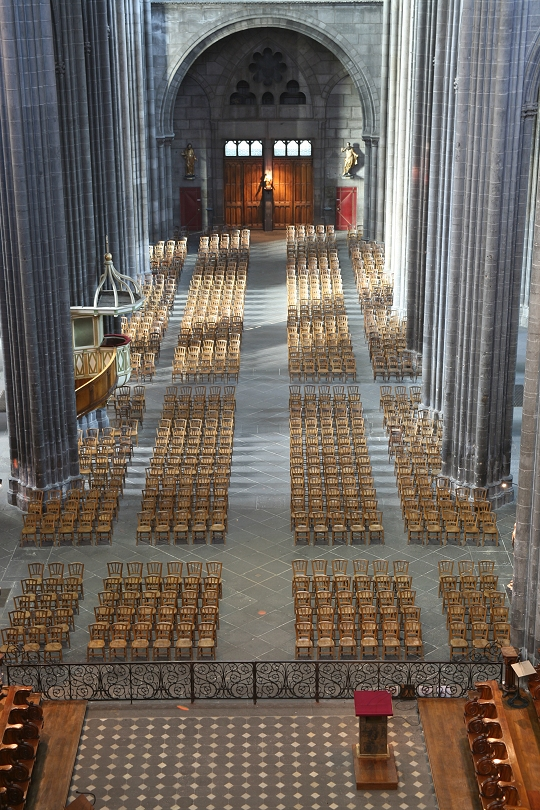
Middenschip
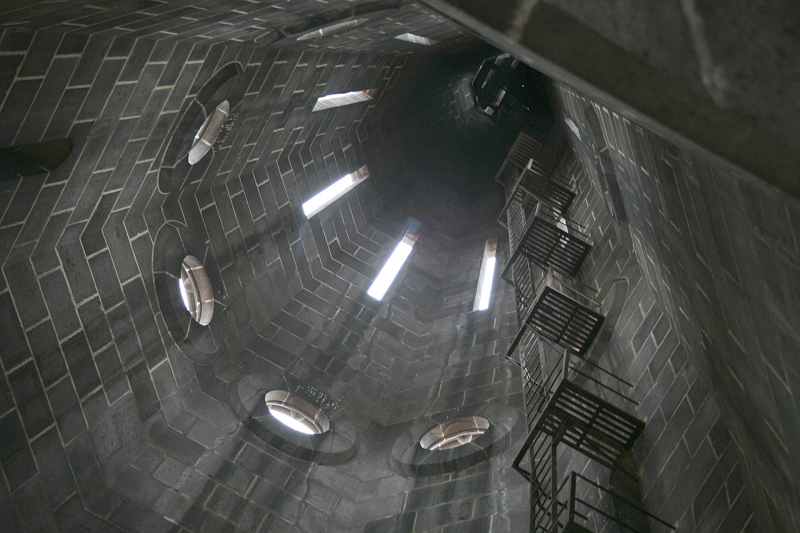
Interieur zuidelijke toren
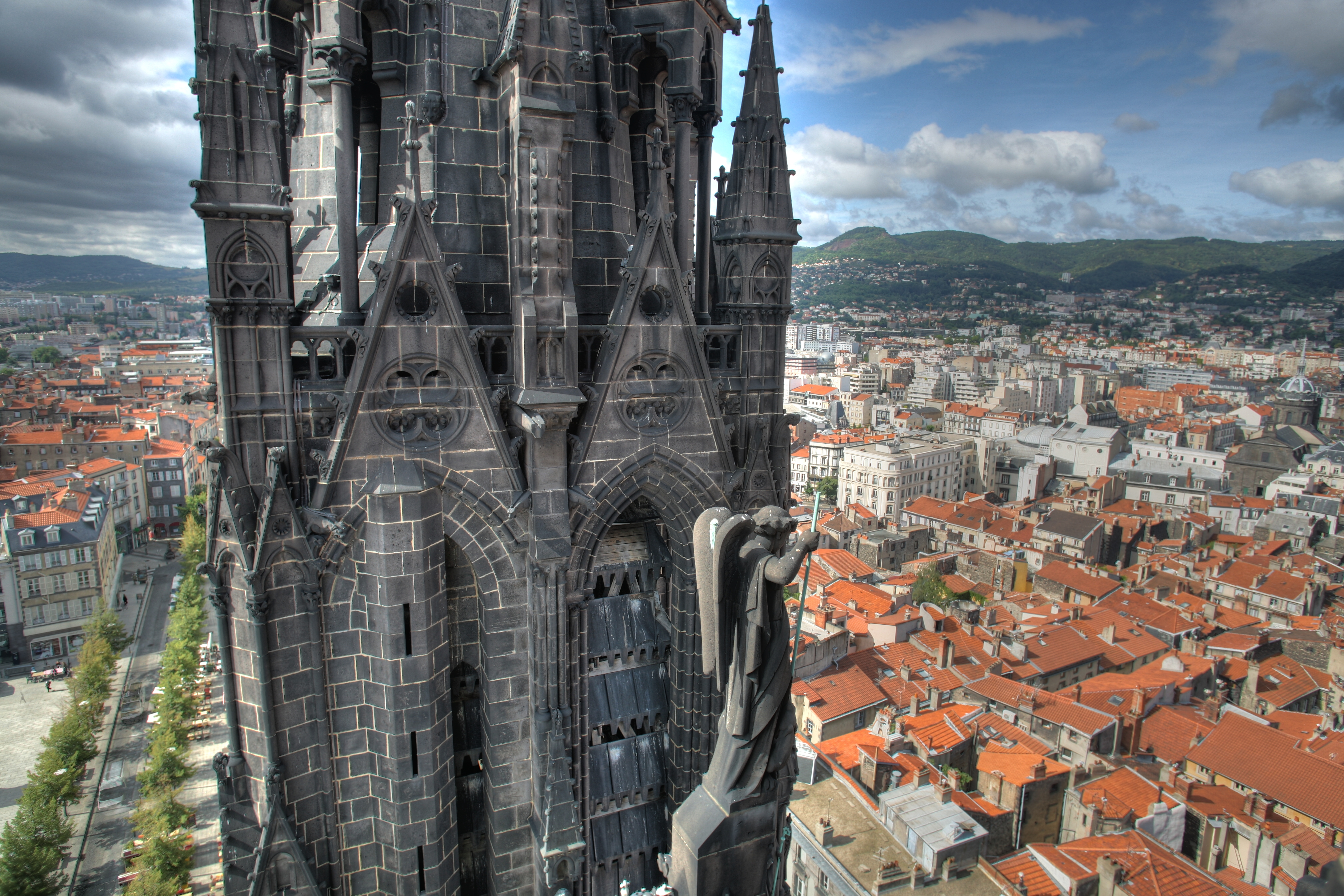
Buitenzijde zuidelijke toren
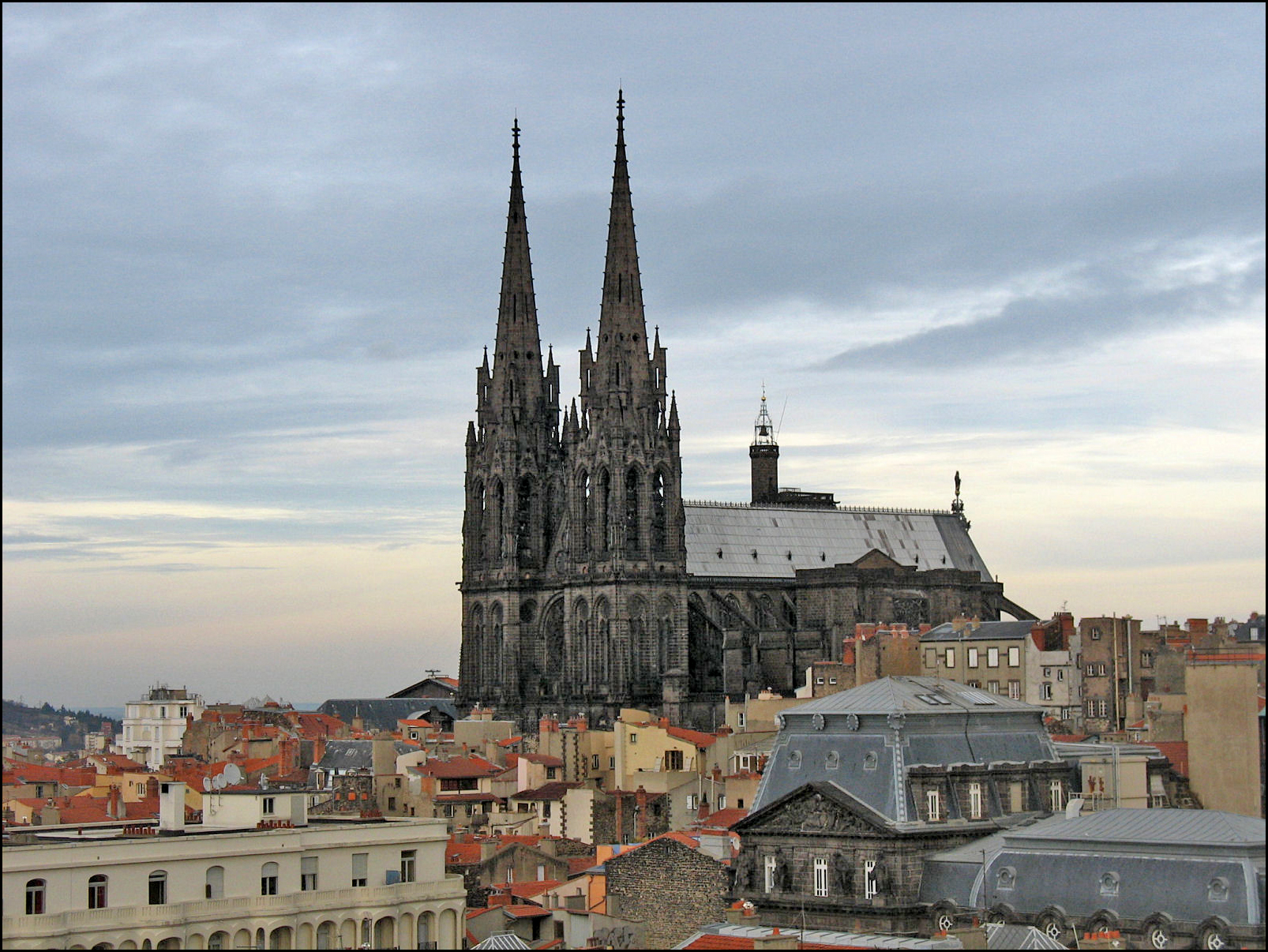
Gezien vanuit het zuiden
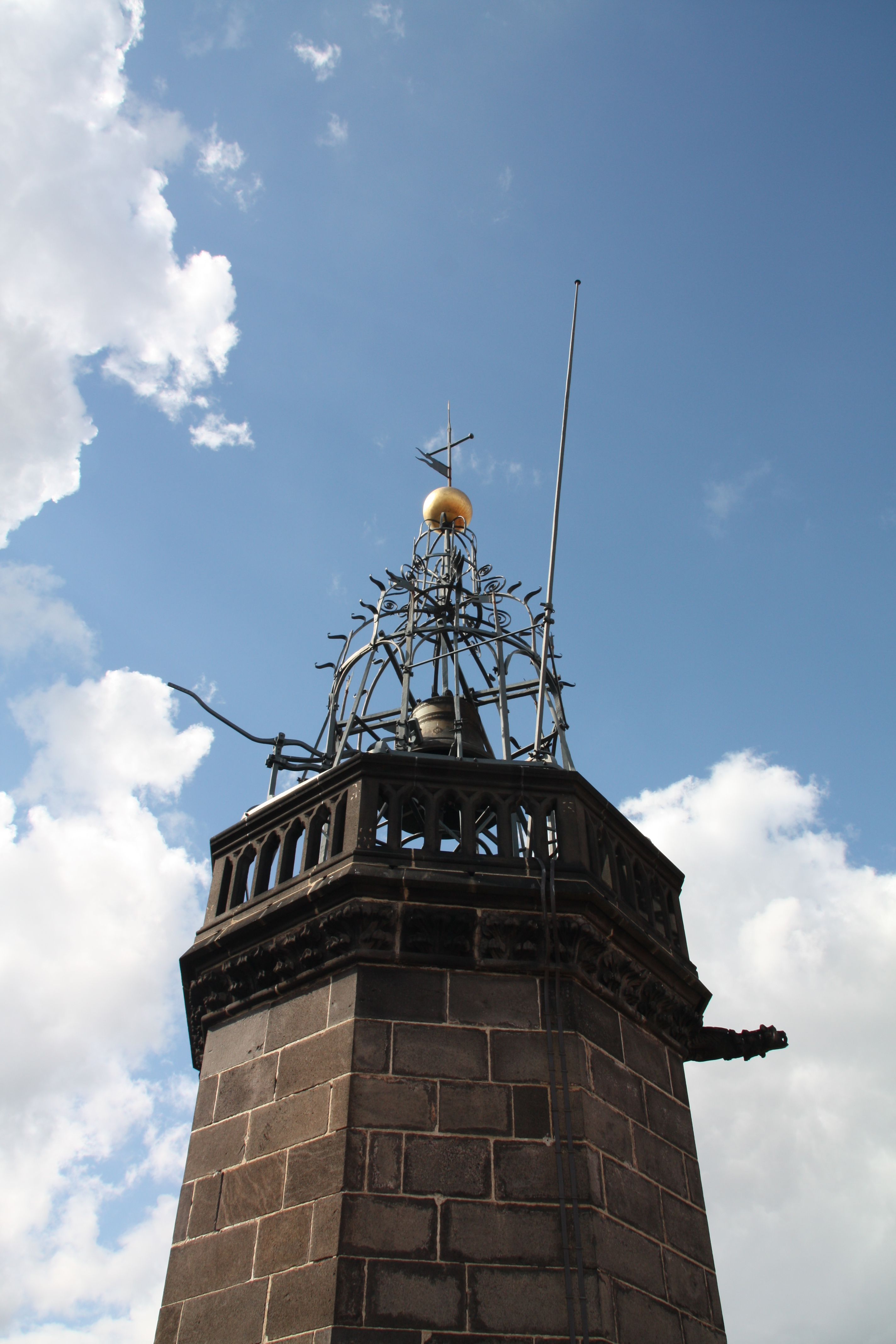
Top van Bayette-toren

Aix · Albi · Amiens · Auch · Auxerre · Bayeux · Bayonne · Beauvais · Béziers · Bordeaux · Bourges · Carcassonne · Châlons · Chartres · Clermont-Ferrand · Dijon · Évreux · Laon · Le Mans · Limoges · Lisieux · Lyon · Meaux · Metz · Nantes · Narbonne · Nevers · Orléans · Parijs · Poitiers · Quimper · Reims · Rodez · Rouen · Sées · Sens · Soissons · Straatsburg · Toul · Toulouse · Tours · Troyes